# Manuel Aguilar Chacón
Manuel Aguilar Chacón (San José, Provincia de Costa Rica, 12 de agosto de 1797-Sonsonate, El Salvador, 7 de julio de 1846) fue un político y abogado costarricense, y jefe de Estado entre 1837 y 1838.

## Datos personales
Nació en San José, Costa Rica, el 12 de agosto de 1797. Era hijo de Miguel Antonio Aguilar y Fernández, quien se ordenó sacerdote después de enviudar, y de Josefa de la Luz Chacón y Aguilar. Casó en León, Nicaragua, el 4 de agosto de 1824 con Inés Cueto y García de la Llana, hija de Luis de Cueto y Cortés de la Quintana y Teodora García de la Llana, nacida en esa ciudad en 1806 y fallecida en Alajuela, Costa Rica, el 11 de agosto de 1861. En el hogar Aguilar-Cueto nacieron cuatro hijos:
1. Mauro Antonio de Jesús (n. 1826), casado con Rosa Guzmán y Guzmán, hija de Juan José Guzmán, Presidente de El Salvador en 1842 y de 1842 a 1844.

1. Juan Manuel (n. 1828), fallecido en la infancia.

1. Inés Antonia de Jesús (1830-1895), casada con Juan Rafael Mora Porras, Presidente de Costa Rica de 1849 a 1859.

1. Manuel Antonio de Jesús (1832-1860), soltero.

## Estudios
Se graduó de Bachiller en Leyes en la Universidad Nacional Autónoma de Nicaragua de Nicaragua en 1820 y de licenciado en Leyes en 1821.

## Primeros cargos públicos
Fue Juez Letrado de Costa Rica en 1824, miembro y Presidente de la Asamblea Constituyente de 1824-1825, Ministro General de 1825 a 1827, Rector de la Casa de Enseñanza de Santo Tomás en 1826, Diputado por San José en 1828, Senador federal electo en 1828 (no pudo tomar posesión del cargo) y senador federal (1832-1833). En 1830 fue elegido por la Asamblea Legislativa como presidente de la Corte Superior de Justicia de Costa Rica, pero declinó el cargo.
En 1833, mientras se encontraba desempeñando el cargo de senador federal en Guatemala, los grupos liberales de San José y Alajuela respaldaron su candidatura a la Jefatura del Estado Libre de Costa Rica, pero aunque tuvo el mayor número de sufragios, no logró alcanzar la mayoría absoluta y la Asamblea legislativa eligió a José Rafael de Gallegos y Alvarado. 
Manuel Aguilar Chacón regresó a Costa Rica el 21 de noviembre de 1833, y en 1835 fue elegido nuevamente Diputado por San José para el período 1835-1837 y presidió la cámara en 1835. En marzo de ese año, cuando el jefe de Estado electo para concluir el período de Gallegos, Nicolás Ulloa Soto, declinó el cargo, la Asamblea votó en favor de que Aguilar asumiese el mando supremo, pero él rehusó admitir la elección.

## Jefe Supremo del Estado
Con el apoyo de las poblaciones de Alajuela, Cartago y Heredia, Manuel Aguilar Chacón venció a Braulio Carrillo Colina en las elecciones de 1837 y fue elegido como Jefe Supremo del Estado Libre de Costa Rica para el período 1837-1841. Como Vicejefe fue elegido Juan Mora Fernández. Ambos tomaron posesión de sus cargos el 17 de abril de 1837 en Heredia, entonces capital de Costa Rica.
Durante su gobierno se derogó la ley de 1835 que establecía la capital en la población de Murciélago, se tomaron medidas en favor de la salud y la educación y se reorganizó la Corte Superior de Justicia. 
Tuvo que enfrentar una gran oposición de los partidarios de Braulio Carrillo Colina, e incluso una conjura golpista. En marzo de 1838 presentó su renuncia a la Jefatura, pero la Asamblea Legislativa la rechazó.

## Caída y exilio
Manuel Aguilar Chacón fue derrocado el 27 de mayo de 1838 por un golpe militar que llevó al poder a Braulio Carrillo Colina y hubo de marchar al exilio. Se estableció en el Estado de El Salvador y más tarde se trasladó a Guatemala.

## Actividades posteriores
Fue Comisionado de Guatemala en Costa Rica en 1843 y posteriormente se dedicó al ejercicio de su profesión de abogado. En 1845 el Gobierno de Costa Rica lo designó como delegado a la Dieta unionista centroamericana prevista para reunirse en Sonsonate, El Salvador en 1846. Manuel Aguilar Chacón se trasladó a Sonsonate, pero la conferencia unionista no llegó a inaugurarse.

## Muerte
Murió en Sonsonate, El Salvador, el 7 de julio de 1846, víctima de una pulmonía fulminante.